# St. Peter n.º 369
St. Peter n.º 369 es un municipio rural canadiense situado en la provincia de Saskatchewan.

## Superficie
St. Peter n.º 369 tiene una superficie de 827,39 km².

## Demografía
En 2021, tenía 723 habitantes, una densidad poblacional de 0,9 hab./km², y 299 viviendas.